# Знамение Божией Матери

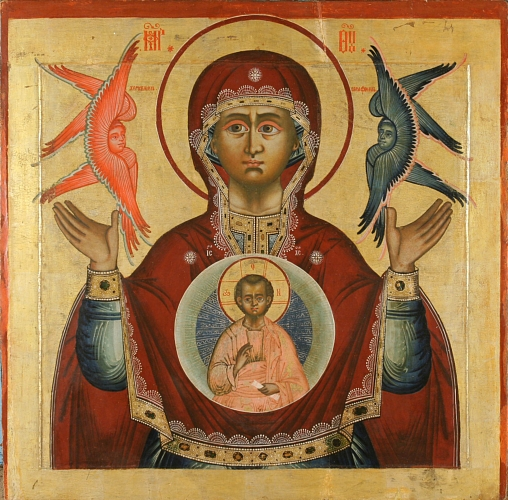
Икона «Знамение Божией Матери» церкви Преображения Господня на острове Кижи

Знамение Божией Матери (также Знамение Пресвятой Богородицы) — русское название изображений Рождества Христова
- Иконы Знамения Божией Матери (англ. Our Lady of the Sign‎) — поясные изображения Богоматери, с распростёртыми к небу руками и с Младенцем Иисусом, правой рукой благословляющим мир, а в левой держащим свиток, как знак спасительного учения[1].
  - Новгородская икона Знамения Божией Матери (XII век) — для которой была возведена Церковь Знамения Богородицы (1356). В честь иконы существует русский православный праздник (10 декабря).
  - Курская икона Знамения Божией Матери (1295) — обретённая среди корней дерева, послужила созданию монастыря Коренная пустынь (1597); ныне в Нью-Йорке (США).
  - Абалакская икона Знамения Божией Матери (1637) — тюменская икона Знаменского монастыря, оригинал не сохранился.
  - Царскосельская икона Знамения Божией Матери — дар византийского патриарха царю Алексею Михайловичу (XVII век); бывшая святыня Знаменской церкви в городе Пушкине; ныне собственность Санкт-Петербургской духовной академии.